# Al-Rayyan Sports Club
Al-Rayyan Sports Club (árabe: نادي الريان) é um clube profissional de futebol da cidade de Al-Rayyan no Qatar. Além do futebol também é praticado o voleibol, basquetebol, handebol e tênis de mesa. O clube foi fundado em 1967 depois de se fundir com o antigo Nusoor Club. O seu estádio é o Ahmed bin Ali Stadium com capacidade para 27.000 pessoas.
O clube já ganhou alguns títulos em todos os esportes, incluindo dois campeonatos asiáticos no basquetebol, um campeonato árabe no handebal, no tênis de mesa e no vôlei, assim como o campeonato do basquetebol do GCC. As equipes de basquetebol e de handebol se classificaram respectivamente aos campeonatos mundiais. Entretanto, a equipe de futebol começa a chamar atenção bem como o número de torcedores.

## História
Al Rayyan Sports Club foi fundado, em 1967, a partir do anúncio feito pela comissão do Al-Rayyan Sports de que iria se unir ao Nusoor.
O Al-Rayyan teve sucesso na Liga do Qatar na primeira década de sua formação, participando de sua primeira temporada oficial em 1972-73. Sagrou-se campeão da Liga em 1976 e 1978. Outros títulos da liga ocorreram em 1982, 1984, 1986, 1990 e 1995. Durante esse período o Al Rayyan dominou a competição juntamente com o Al-Arabi e Al-Sadd.
Também ganhou outros troféus, como o Crown Prince Cup Qatar em 1995, 1996 e 2001, além da Copa do Emir do Qatar, em 1999, 2004, 2006, 2010 e 2011. Ultimamente a equipe não tem obtido sucesso na Liga. Sua última temporada de êxito foi em 1994-1995. Terminou em 3º na temporada 2010-2011 sob o comando de Paulo Autuori.
Al Rayyan é a única equipe do Qatar na história a ganhar o campeonato com um saldo de gols negativo em 1983-1984, e uma das únicas seis equipes no mundo a conseguir esse feito.

## Títulos
- Liga do Qatar: 8

1975/76, 1977/78, 1981/82, 1983/84, 1985/86, 1989/90, 1994/95 e 2015/16
- Copa do Emir do Catar: 6

1999, 2004, 2006, 2010, 2011, 2013
- Copa do Príncipe do Qatar: 3

1995, 1996 e 2001.
- Taça AFC: 4

1978, 1980, 1982, 1983
- Sheikh Jassem Cup: 3

1992, 2000, 2012

## Performance em competições asiáticas
- Liga dos Campeões da AFC: 4 participações

Liga dos Campeões da AFC de 2005: Fase de grupos
Liga dos Campeões da AFC de 2007: Fase de grupos
Liga dos Campeões da AFC de 2011: Fase de grupos
Liga dos Campeões da AFC de 2012: Fase de grupos
- Clubes Campeões da Ásia: 4 participações

1986: Fase de classificação
1992: 3º lugar
1997: Fase de grupos
1998: Segunda fase
- Copa da AFC: 1 participações

Copa da AFC 2010: Rodada de 16
- Copa dos campeões da Ásia: 1 participação

1999/00: Segunda fase

## Voleibol
O Al-Rayyan Sports Club (árabe: نادي الريان) é um clube de voleibol masculino da cidade de Al-Rayyan no Qatar,  fundado em 1967 depois de se fundir com o antigo Nusoor Club e participou de duas edições do Campeonato Mundial de Clubes de Voleibol, a primeira por ser o representante da cidade-sede e em 2014 a convite da Federação Internacional.

### Resultados
- Superliga do Qatar: 2010 (2º lugar) e 2011 (3º lugar) [1]
- Copa Emir: 2010 (1º lugar) e 2011 (2º lugar) [1]
- Copa da Federação do Qatar:2011(2º lugar) [1]
- Campeonato Asiático de Clubes:2014 (2º lugar) [1]
- Campeonato Mundial de Clubes : 2012 (5º lugar) [1]

## História gerencial
História Gerencial do Al-Rayyan - (incompleto):
| Periodo   | Gerente             |
| --------- | ------------------- |
| 1990-93   | René Simões         |
| 1993-94   | Cabralzinho         |
| 1995–97   | Benny Johansen      |
| 1997      | Antoni Piechniczek  |
| 1997-98   | Zdzislaw Podedworny |
| 1998–99   | Roald Poulsen       |
| 2002-04   | Jean Castaneda      |
| 2004-05   | Jørgen E. Larsen    |
| 2005      | Luis Fernández      |
| 2005-06   | Rabah Madjer        |
| 2006-07   | Pierre Lechantre    |
| 2007-09   | Paulo Autuori       |
| 2009      | Marcos Paquetá      |
| 2009-11   | Paulo Autuori       |
| 2011-2013 | Diego Aguirre       |
| 2013-2015 | Manolo Jiménez      |
| 2015      | Jorge Fossati       |